# Cova des Diners
Cova des Diners este o arie protejată (arie specială de conservare — SAC, sit de importanță comunitară — SCI) din Spania întinsă pe o suprafață de 1 ha, integral pe uscat.

## Localizare
Centrul sitului Cova des Diners este situat la coordonatele 39°34′39″N 3°19′45″E / 39.5776°N 3.3291°E.

## Înființare
Situl Cova des Diners a fost declarat sit de importanță comunitară în iulie 2000 pentru a proteja un număr necunoscut de specii din flora spontană și fauna sălbatică aflate în arealul zonei. Situl a fost protejat și ca arie specială de conservare în martie 2015.

## Biodiversitate
Situată în ecoregiunea mediteraneană, aria protejată conține 1 habitat natural: Peșteri inaccesibile publicului.
La baza desemnării sitului se află un număr nedeclarat de specii protejate.